# K.Ö.L. Maximiliana Wien
Die katholisch-österreichische Landsmannschaft Maximiliana ist eine monarchistische, nichtschlagende Studentenverbindung. Die Verbindung und ihre Mitglieder fühlen sich den vier couleurstudentischen Prinzipien religio, patria, scientia und amicitia verpflichtet. Die K.Ö.L. Maximiliana wurde am 11. Oktober 1922 gegründet und ist die älteste Mitgliedskorporation im Dachverband Akademischer Bund Katholisch-Österreichischer Landsmannschaften.

## Geschichte

### Maximiliana
Der katholische Teil der 1920 gegründeten Deutsch-christlich-akademischen Verbindung Wasgonia war die Meinungsverschiedenheiten innerhalb ihrer Korporation leid und auf der Suche nach einer neuen couleurstudentischen Heimat.
Wasgonia war eine sehr bunte Mischung monarchistischer Studenten beider christlicher Konfessionen und vereinigte sowohl schlagende als auch nicht schlagende Elemente. Zur gleichen Zeit war eine Gruppe Maturanten der Realschule in Wien-Ottakring entschlossen, eine legitimistische Verbindung zu gründen, nachdem sie eine begeisternde Rede von August Maria Knoll bei der Mittelschulverbindung Thuiskonia gehört hatten.
Katechet Theodor von Ströck stellte den Kontakt zwischen diesen beiden Gruppen her, die sich daraufhin am 11. Oktober 1922 in einem Ottakringer Kloster in der Rückertgasse versammelten (heute Pfarrhaus Neu-Ottakring) und die Vaterländisch-katholisch-deutsche akademische Verbindung Maximiliana gründeten. Als Burschenfarben wählte man grün-schwarz-gold auf blutrotem Grund und eine dunkelgrüne Samtmütze mit goldenem Durchbruch und Vorstoß. Der Gründungsconvent beschloss mit pietate, audacter et constanter und Ehre, Treue, Vaterland zwei Wahlsprüche.
Am 18. Februar 1924 erhielt die junge Verbindung von Rektor Johannes Döller das Aufzugsrecht an der Universität Wien mit einem zugewiesenen Bummelplatz auf der Philosophenseite.
Der Cartellverband der katholischen deutschen Studentenverbindungen, der auf dieser Seite des Arkadenhofs der Universität Wien seinen angestammten Platz hatte, lehnte Verhandlungen mit den Maxen wegen Platzmangel und der politischen Einstellung ab. Ein Angebot der national-freiheitlichen, schlagenden Korporationen, doch auf ihrer Seite der Arkaden Aufstellung zu nehmen, wurde nach Rücksprache mit den Geistlichen der Korporation dankend abgelehnt.
Schließlich erschien Maximiliana am 29. November 1924 auf dem Bummelplatz und wurde umgehend vom CV aufgefordert, den Platz zu verlassen. Da sich die Mitglieder der Maximiliana weigerten, verließ der gesamte CV unter Protest den Arkadenhof; Maximiliana ist seitdem nicht mehr zum Bummel erschienen.
Im März 1925 wurde ein Altherrenverband gegründet und im gleichen Semester eine Grundsatzerklärung formuliert, die die Grundlage für das spätere Landsmannschafterprogramm bildete.

### Habsburg-Lothringen (Hasso-Lothringen)
Am 22. März 1923 gründete eine kleine Schar Monarchisten die katholisch-vaterländische Studentenverbindung Habsburg-Lothringen als Korporation für Mittelschüler. Ihr Bekenntnis zum Kaiserhaus wurde auch durch die Wahl der Farben dokumentiert; das Burschenband trug mit schwarz-gold-rot die Farben Habsburgs und die halbschlappe Mütze war in kaisergelbem Samt gehalten.
Die Stadt Wien war zur damaligen Zeit eine Hochburg des Sozialismus in Österreich und so bekam die neu gegründete Vereinigung ihre ersten Probleme bei der Statutengenehmigung mit der Vereinsbehörde. Um überhaupt zugelassen zu werden, nannte sie sich daraufhin für den Amtsgebrauch Hasso-Lothringen. Diese merkwürdige Synthese von Hessen und Lothringen wurde in Folge nur im Verkehr mit Behörden verwendet.
Anfang März 1923 wurde die Verbindung in Katholisch österreichische Landsmannschaft Habsburg-Lothringen umbenannt. Der Titel wurde im bewussten Gegensatz zur Deutschen Burschenschaft gewählt. Die Bezeichnung Österreichische Landsmannschaft ist ein Begriff, der lateinisch als natio austriaca schon im Mittelalter an den Universitäten von Bologna, Paris, Prag und Krakau die studentischen Angehörigen der habsburgischen Erblande umfasste. Schon damals gehörten Ungarn und Tschechen zur natio austriaca.
Habsburg-Lothringen weicht allerdings vom territorialen Begriff der allgemein bekannten Landsmannschaften ab. Landsmannschaften gibt es in der Regel nur in der Fremde, insofern sollte wohl auf die innere Emigration verwiesen werden. Ihr Vaterland war, nach dem Zusammenbruch des habsburgischen Vielvölkerstaates, ideell und folgerichtig wurde es auch die Österreichische Idee genannt.
Als absehbar war, dass sich Habsburg-Lothringen in eine Hochschulverbindung umwandeln würde, gründete man die Katholisch österreichische Landsmannschaft Tegetthoff (heute im MKV). Diese war damit die erste Korporation, die als KÖL gegründet wurde. Im November des gleichen Jahres traf man sich die beiden Verbindungen zu einer gemeinsamen Bundestagung, die den Grundstein für das spätere Programm der Landsmannschaften legte. Im darauffolgenden Juli erfolgte dann die formelle Umwandlung der KÖL Habsburg-Lothringen in eine Hochschulverbindung.

### Fusion

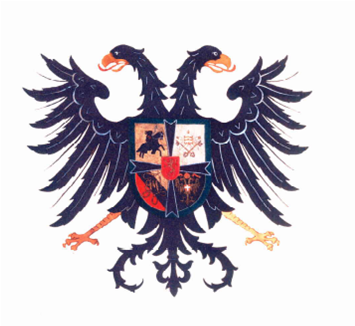
Wappen der K.Ö.L. Maximiliana Wien

Die Kontakte zur Maximiliana wurden immer freundschaftlicher. Vor allem trat der KÖL Habsburg-Lothringen ein neuerliches Problem aufgrund ihres Namens entgegen. Das Rektorat der Wiener Universität teilte ihr unumwunden mit, dass eine Anerkennung seitens der akademischen Behörden nicht erfolgen kann, solange die Korporation ihren Namen behalten würde. Beide Verbindungen nahmen daraufhin Fusionsverhandlungen auf und beschlossen am 3. Juni 1927 in getrennten Conventen den Zusammenschluss zur Katholisch-österreichischen Landsmannschaft Maximiliana. Die Verbindung übernahm das Programm der Landsmannschaften sowie die Satzung und Geschäftsordnung der Habsburg-Lothringen. Die Burschenfarben sind mit rot-schwarz-gold mit grünem Durchstoß ebenso dem Couleur der Maximiliana entlehnt, wie der grüne Deckel.
Im Jahre 1930 wurde an Otto von Habsburg die Bitte herangetragen, das Band der Maximiliana und die Schutzherrschaft über die Korporation zu übernehmen. Otto von Habsburg nahm beides an und die Mitglieder der Verbindung konnten ihm am 13. März 1931 auf Schloss Steenokkerzeel (Flandern) Band und Deckel überreichen.
Die Verbindung wuchs stark an und fasste den heute noch gültigen Beschluss, dass nie mehr als 25 aktive Burschen in einer Landsmannschaft vereinigt sein sollten. Dies führte im Juni 1933 zur Gründung der K.Ö.L. Starhemberg Wien.
Am 12. September 1933, dem 250. Jahrestag der Entsetzung Wiens, gründeten Maximiliana und ihre Tochterverbindung Starhemberg einen gemeinsamen Dachverband, den Akademischen Bund katholisch-österreichischer Landsmannschaften.
Der Wunsch landsmannschafterliches Gedankengut auch in anderen Hochschulstädten zu verankern führte im Dezember 1934 zur Gründung einer weiteren Tochterverbindung, der K.Ö.L. Austria-Salzburg.
Diese erste Gründungswelle vor dem Zweiten Weltkrieg durch Maximiliana wurde im Sommersemester 1936 mit dem Publikationskommers der K.Ö.L. Carolina Wien und ein Jahr später mit der K.Ö.L. Ferdinandea Graz abgeschlossen.

### Zeit des Nationalsozialismus
Die Verbindung erlebte bis zum Anschluss Österreichs einen regen Zulauf, wurde aber wie die anderen katholischen Studentenverbindungen 1938 verboten.
Legitimismus, überzeugter Katholizismus und die Liebe zu Österreich schlossen eine Kollaboration mit dem NS-Regime und dem Gedankengut des Nationalsozialismus aus. Ein Arierparagraph, wie er in vielen schlagenden Verbindungen anzutreffen war, existierte bei der K.Ö.L. Maximiliana nicht und Mitglieder waren sowohl im zivilen als auch im militärischen Widerstand tätig (z. B.: Otto Scholik in der Operation Radetzky).
Einige ihrer Mitglieder hatten sich im austrofaschistischen Ständestaat in der Einheitspartei Vaterländische Front engagiert, was im Nationalsozialismus zu Repressionen des Regimes gegenüber Mitgliedern der Maximiliana führte.
Der damalige Philistersenior (Obmann des Altherrenverbandes) der Maximiliana Hans Karl Zeßner-Spitzenberg wurde inhaftiert, mit dem ersten sogenannten Prominententransport in das Konzentrationslager Dachau deportiert und erlag dort am 1. August 1938 seinen schweren inneren Verletzungen, die ihm durch die Nazi-Schergen zugefügt worden waren.

### Nachkriegszeit
Bald nach Ende des Zweiten Weltkriegs wurde die Korporation reaktiviert und das Verbindungsleben wiederaufgenommen. In den Jahren 1947 bis 1952 war Maximiliana an der Gründung zweier weiterer Katholisch-österreichischer Landsmannschaften beteiligt, nämlich der K.Ö.L. Leopoldina Wien und der K.Ö.L. Theresiana Innsbruck.
Nach seiner Verzichtserklärung im Jahre 1961 konnte Otto von Habsburg im Jahre 1966 erstmals nach dem Zweiten Weltkrieg wieder österreichischen Boden betreten. Zwei Jahre später, inmitten der Studentenunruhen des Jahres 1968, war es Maximiliana, die sein erstes öffentliches Auftreten in den Wiener Sofiensälen vorbereitete.
Nach ihrem 90. Geburtstag reiste Kaiserin Zita von Bourbon-Parma im Mai 1982 zu einem ersten Kurzbesuch in Österreich nach 63 Jahren in Vorarlberg ein. Am 13. November 1982 besuchte sie ein zweites Mal ihre Heimat und dankte unter großer Anteilnahme der Bevölkerung im Stephansdom für ihre Heimkehr nach Wien. Am selben Abend sprach sie am 60. Stiftungsfest der K.Ö.L. Maximiliana.
Schon in den dreißiger Jahren hatte Maximiliana gemeinsam mit dem Akademischen Bund der KÖL Österreichische Akademien abgehalten. Dies waren wissenschaftliche Veranstaltungen mit Vorlesungen und Seminaren, die die Vertiefung der Österreichischen Idee zum Ziel hatte. Diese Tradition wurde 1989 wiederaufgenommen mit einer Österreichischen Akademie zum Thema Betrachtungen über die Französische Revolution. 1991 stand Die Demokratie im Wandel der Zeit im Mittelpunkt der Betrachtungen. Anlässlich der Millenniumsfeiern 1996 folgte eine weitere Akademie zum Thema Auf der Suche nach der österreichischen Identität.

## Bekannte Mitglieder
- Otto Habsburg
- Karl Habsburg-Lothringen
- Ferdinand Zvonimir Habsburg-Lothringen (Rennfahrer)
- Hans Karl Zeßner-Spitzenberg
- Egon Wellesz (Komponist und Musikwissenschaftler)
- Wilhelm Schmidt (Ethnologe)
- Ernst Karl Winter (Wiener Vizebürgermeister)
- Alfred Missong (Publizist, Mitbegründer der Österreichischen Volkspartei)
- Clemens Lashofer (Abt des Stiftes Göttweig, Abtpräses der Österreichischen Benediktinerkongregation)
- August Maria Knoll (Gründungsmitglied des Dokumentationsarchiv des österreichischen Widerstandes[6])
- Norbert Leser (Politiker – Sozialdemokratische Partei Österreichs)
- Alois Mock (österreichischer Vizekanzler und Außenminister)
- Horst Friedrich Mayer (Journalist)
- Helmut Schüller (Priester, Pfarrer von Probstdorf)
- Franz Xaver Brandmayr (Rektor des Päpstlichen Instituts Collegio Teutonico di Santa Maria dell’Anima)

## Freundschaftsverbindung
- AKV Rauracia Basel, Schweiz